# مطبخ ألماني

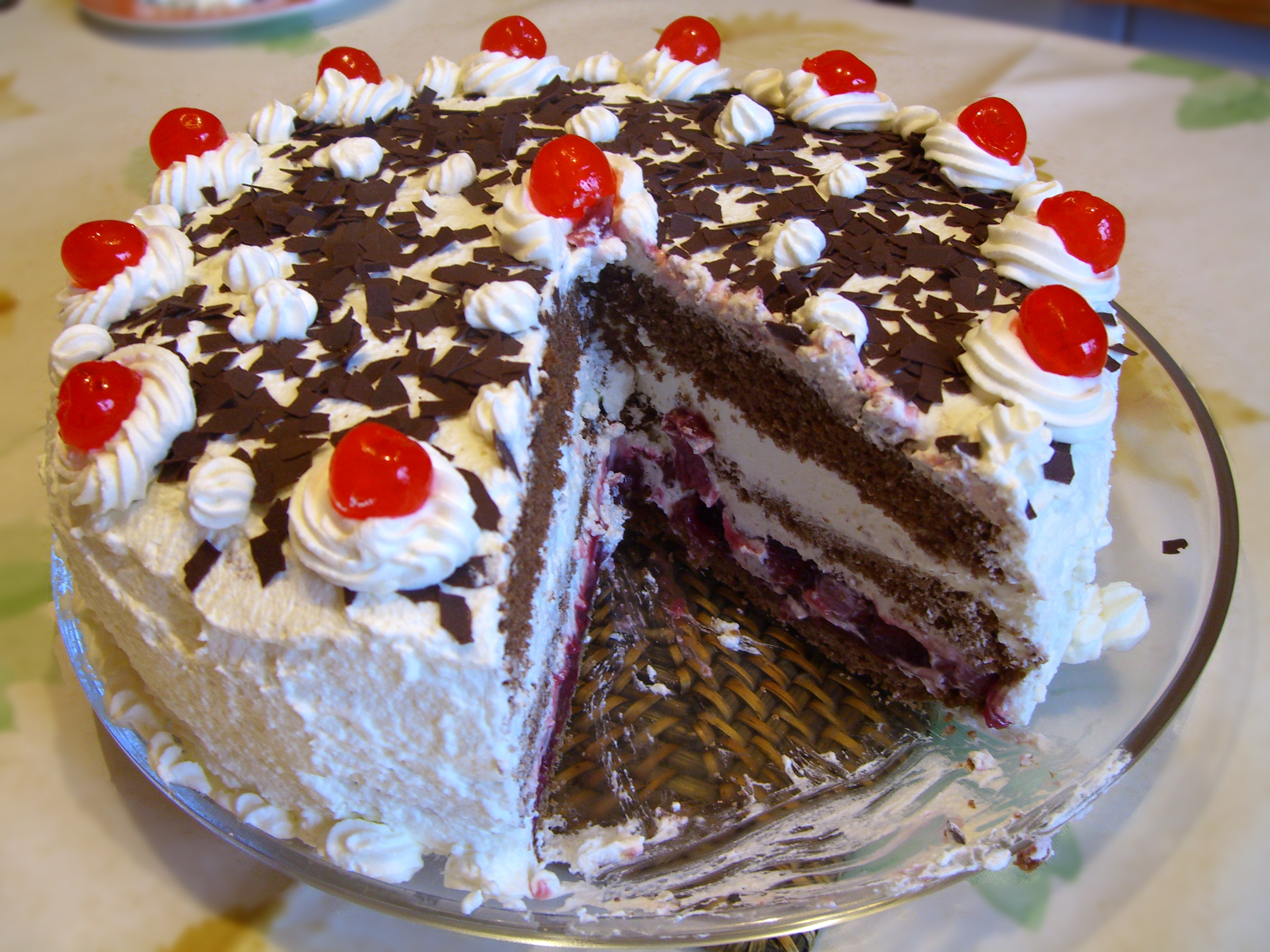
كعكة الغابة السوداء

تطور المطبخ الألماني خلال قرون من التغيير الاجتماعي والسياسي مع وجود اختلافات من منطقة إلى أخرى داخل ألمانيا.فالمناطق الجنوبية مثل بافاريا وسوابيا مطبخهم اقرب إلى المطبخ النمساوي والسويسري
منح دليل ميشلان لعام 2015 11 مطعمًا في ألمانيا تصنيف ثلاث نجوم، وهو أعلى تصنيف، بينما تحصل 38 مطعمًا آخر على نجمتين و 233 على نجمة واحدة.
أصبحت المطاعم الألمانية في المرتبة الثانية على مستوى العالم بعد فرنسا.

## اللحوم

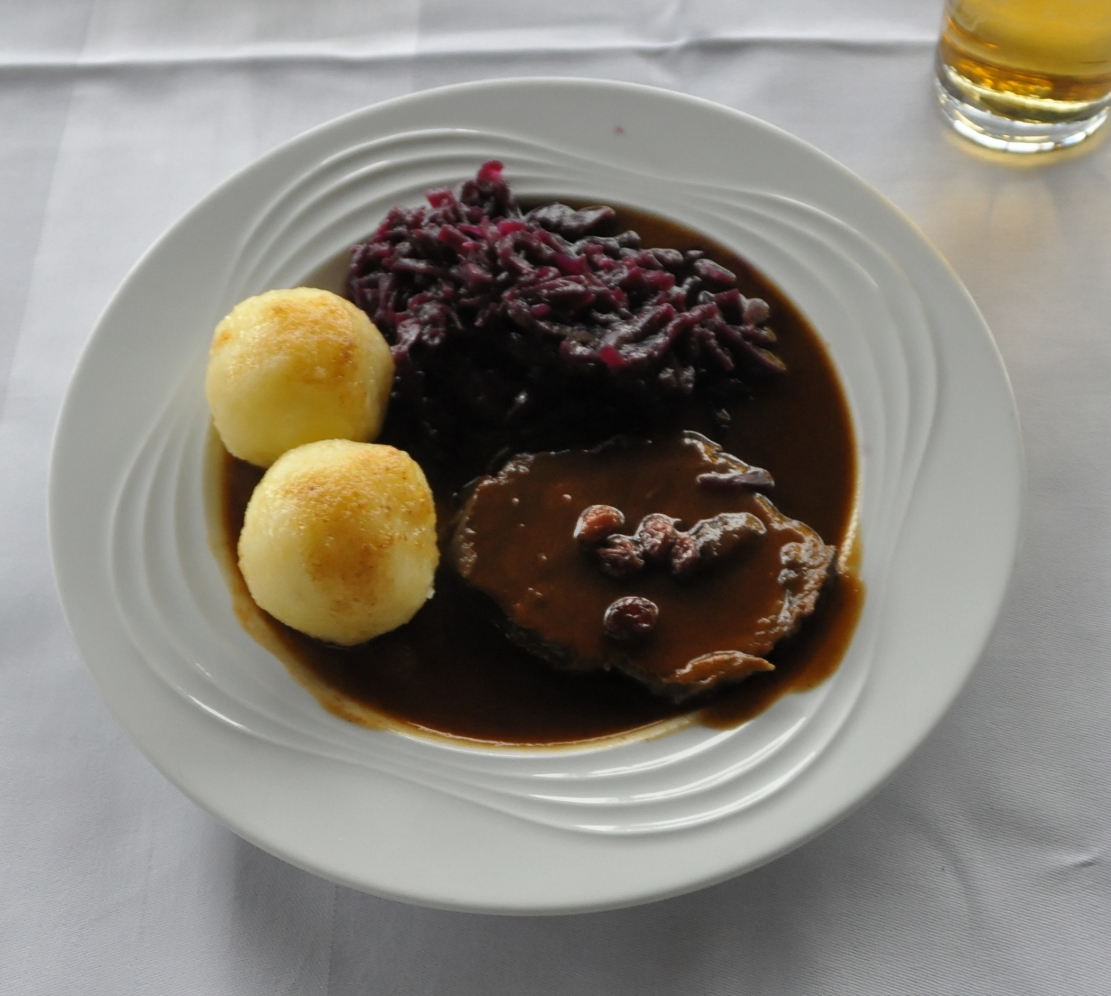
سويربراتينا لألمانية مع البطاطا والملفوف الأحمر

يبلغ متوسط استهلاك اللحوم السنوي 59.7 كجم (132 رطل) للشخص الواحد. الأصناف الأكثر شيوعًا هي لحم البقر والخنزير والدجاج. تتوفر أنواع أخرى من اللحوم على نطاق واسع، ولكن لا تلعب دورًا مهمًا ولحم الخنزير هو الأكثر شعبية. وفي أغلبية المناطق، تؤكل اللحوم على شكل نقانق بحيث يوجد أكثر من 1500 نوع من النقانق المختلفة المنتجة في ألمانيا.

## الخضراوات
الخضروات المستهلكة في المانياهي الفاصوليا، البطاطا، الجزر، السبانخ، الكرنبو اللفت. وتحتل المأكولات العضوية نسبة 3% من السوق الألماني ويتوقع ان ترتفع هذه النسبة أكثر.

## وجبات الطعام

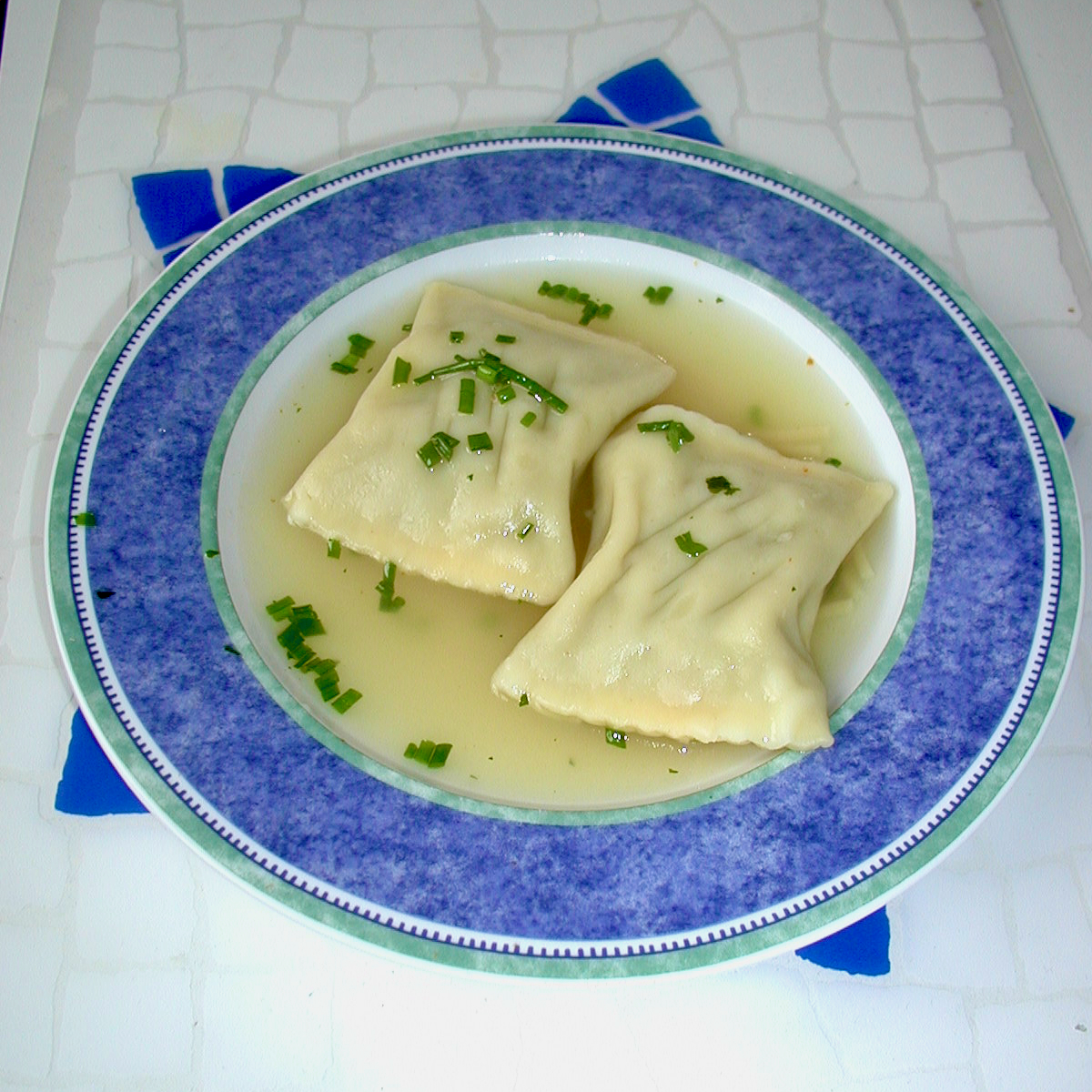
حساء تقليدي ألماني يحتوي على زلابية مملوءة باللحم والسبانخ، يقدم عادة في مرق دافئ

### وجبة الأفطار
وجبة الفطور هي وجبة أساسية لدى الألمان وهي عبارة عن خبز ومربى، لحوم باردة، جبن وبيض مسلوق.بالإضافة إلى اللبن. كما يوجد أكثر من 300 نوع من الخبز. بفضل وجود مهاجرين من بلدان متنوعة ومختلفة، اضافت ألمانيا إلى قائمة طعامها وجبات من تلك البلدان، كالبيتزا والباستا من إيطاليا، الكباب والفلافل من البلدان العربية وتركيا. بالإضافة إلى انتشار سسلسلة مطاعم البرغر العالمية والمطاعم الصينية والتايلدندية واليابانية والمطاعم الآسيوية.

## المشروبات
- بدأ النبيذ بالانتشار أكثر الأماكن في ألمانيا إلا أن المشروب الوطني في هو البيرة، ومعدل شرب البيرة لدى الفرد سنويا يصل ال 116 ليتر وهي من أعلى النسب في العالم.وهناك العديد من أنواع البيرة مثل: ألت (Alt), بوك (Bock), دونكيل (Dunkel), كولش (Kölsch), هالس (Helles), مالتسبير (Malzbier), بيلس (Pils), وايتسينبير (Weizenbier).
- ضمن استفتاء شمل 18 دولة غربية، صنفت ألمانيا في المرتبة ال 14 على قائمة استهلاك المشروبات عموما، والمرتبة الثالثة على قائمة استهلاك العصائر الطازجة.بالإضافة إلى شعبية المياه الغازية والمياه الممزوجة بالعصير.
- لا يوجد توحد في مطبخ الألماني، ولكن العديد من الأطباق التقليدية المحلية. مثل طبق سمك الرنجة التقليدي في مدينة كيل في الشمال، والسجق البيضاء مع الخردل الحلو في ميونيخ.

## المطبخ المحلى
- يلعب المطبخ المحلي أيضا دورا مهما في المطاعم الألمانية الراقية. وقد ذكر دليل المطاعم الشهير «ميشيلين» في عام 2005 حوالي 200 مطعما ألمانيا ومنحها نجومه التي تعبر عن تميز خاص لهذه المطاعم. *أكبر كثافة لنجوم ميشيلين هي في منطقة بايرسبرون في الغابة السوداء. دليل المطاعم المنافس غاولت ميلاو الذي يمنح «قبعة الطبخ»، قام بمنح قبعاته لحوالي 904 مطاعم. من أشهر الطباخين الألمان هاينس فينكلر (أشاو)، هارالد فولفارت (بايرسبرون)، ديتر مولر (بيرغيش غلادباخ).

## معرض صور

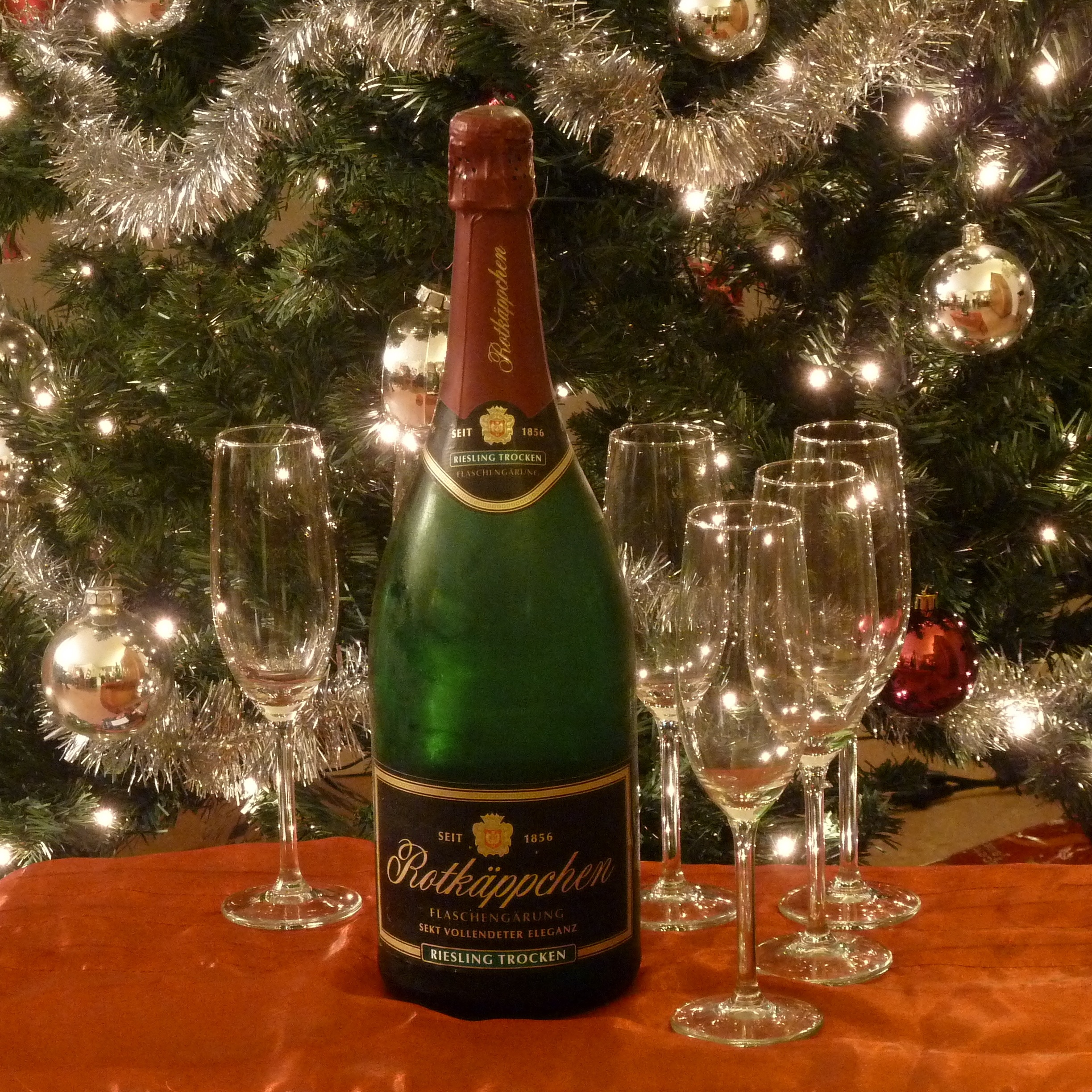
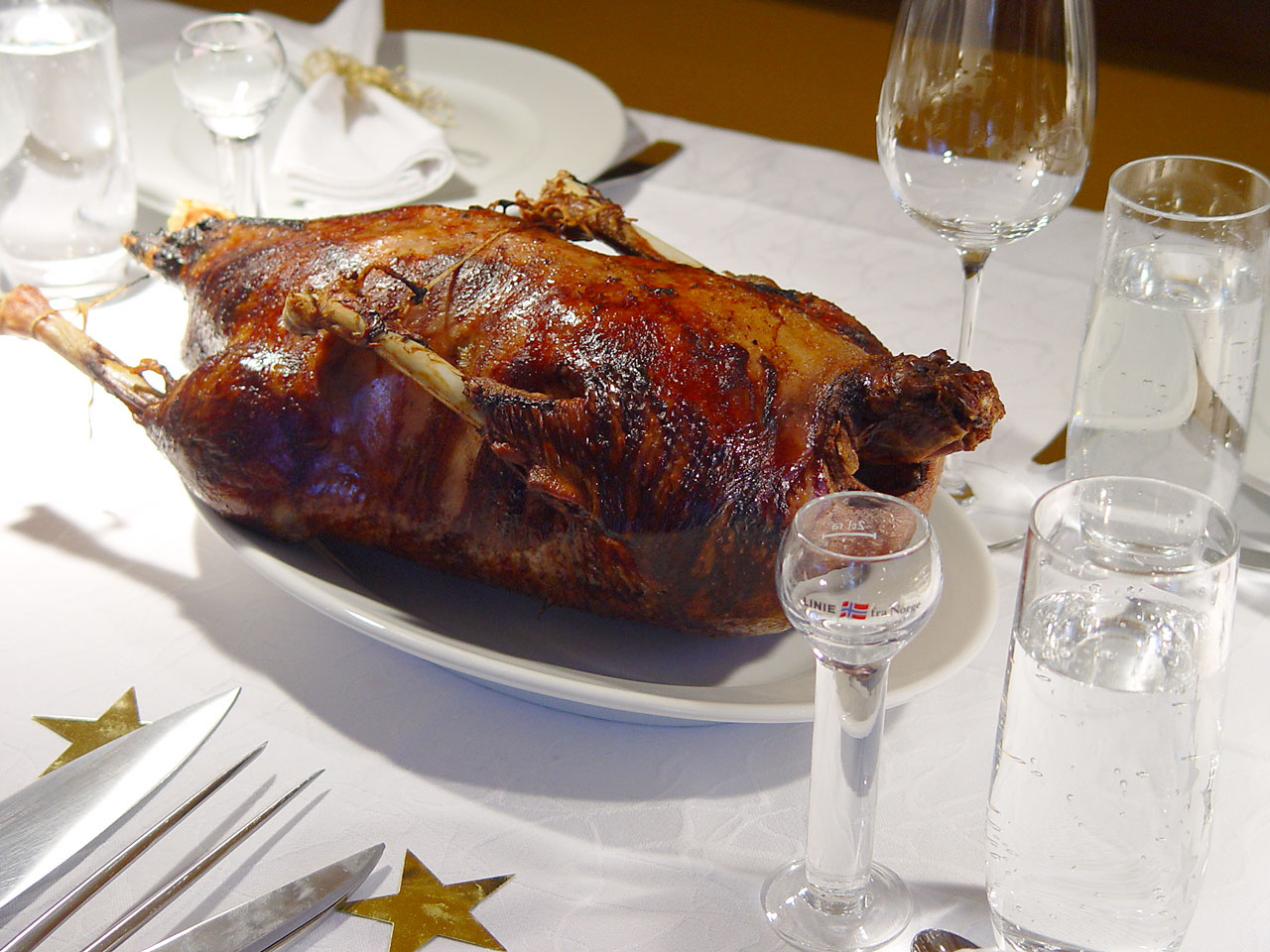
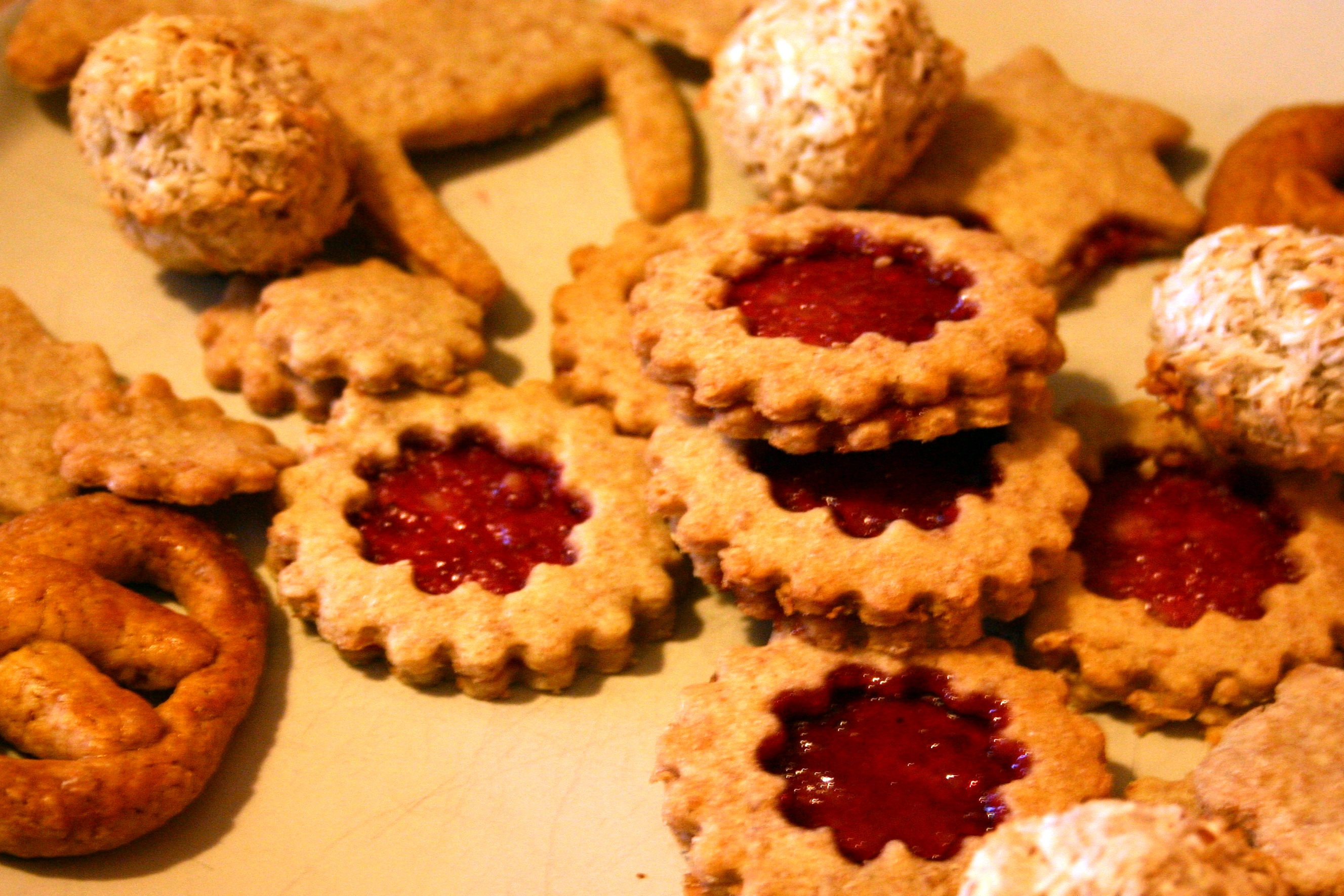
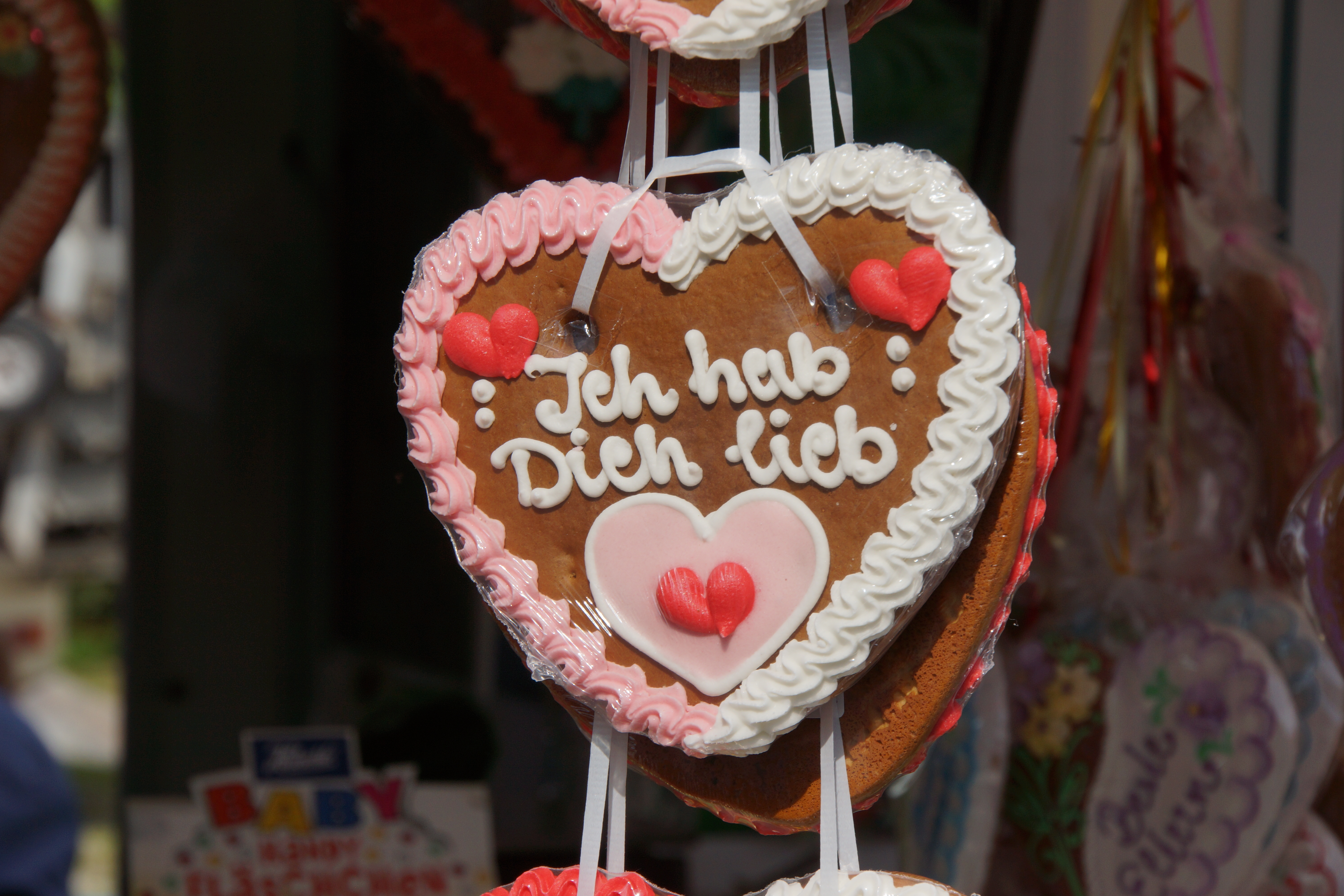
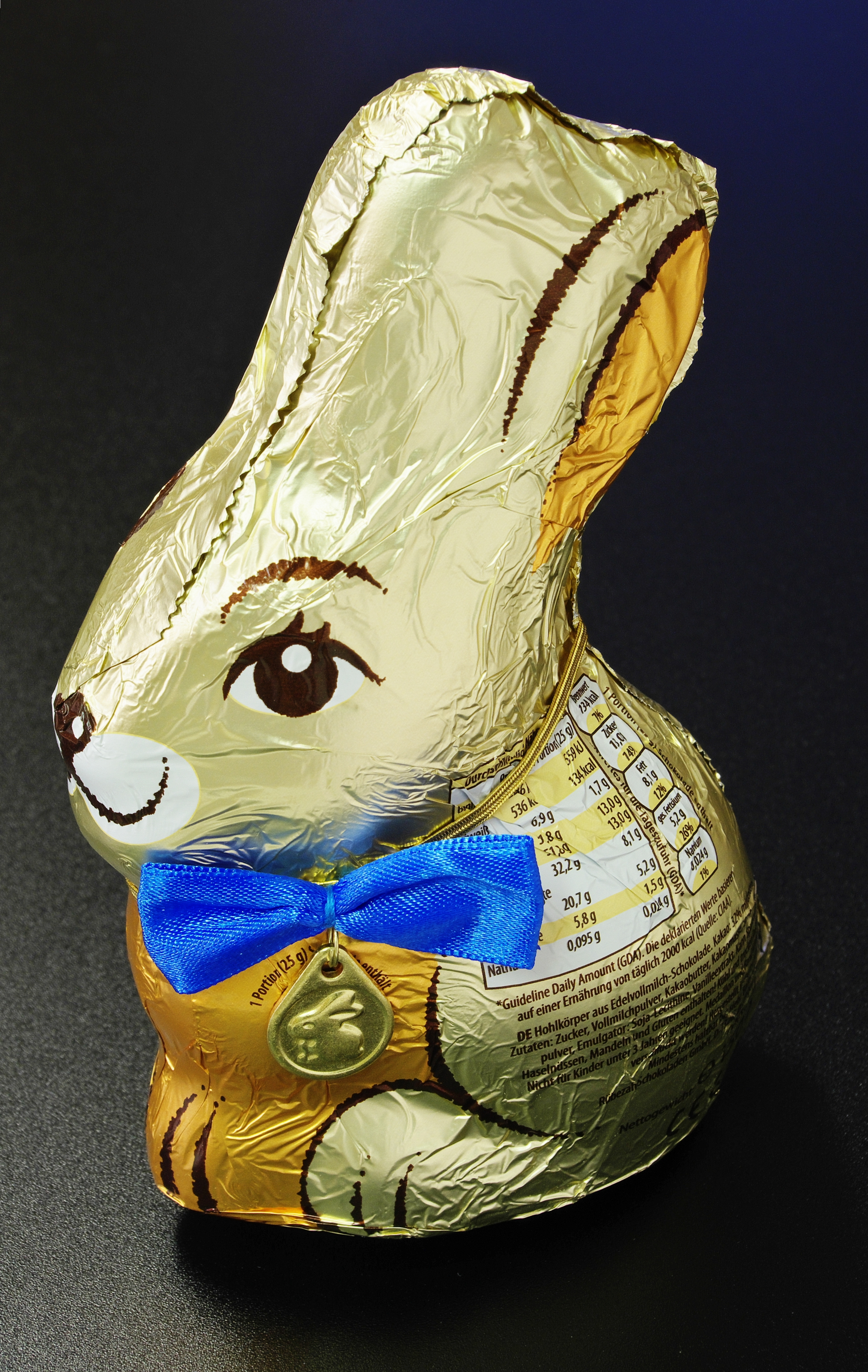

## وصلات خارجية
- اطباق ألمانية شهية دويتشة فيله العربية.